# 矢田俊文
矢田 俊文（やだ としふみ、1941年9月25日 - ）は、日本の経済地理学者、九州大学名誉教授、北九州市立大学名誉教授。石炭産業を対象とした実証的研究を行なう一方、経済活動の空間的展開について地域構造論を提唱した。

## 経歴
新潟県新津市出身。1959年、新潟県立新津高等学校を卒業後、1960年に東京大学に入学（理科II類）し、教養学部教養学科に進んで人文地理学を専攻して、1964年に卒業した。1970年、東京大学大学院理学系研究科博士課程を単位取得退学し、翌1971年に「エネルギー転換期における石炭生産配置の展開 : とくに資源条件との関連」により、東京大学より理学博士を取得した。
1970年に法政大学経済学部助手となり、1971年に講師、1972年に助教授、1979年に教授。
1982年、九州大学経済学部経済工学科教授（産業計画講座）となり、その後の組織改革により2000年からは大学院経済学研究院産業・企業システム部門教授（産業システム講座）。経済学研究院では、最年少で教授になった人物であったという。九州大学においては、評議員（1993年 - 1995年）、学長特別補佐（1996年 - 1997年）、副学長（大学改革・キャンパス移転担当）（1997年 - 2001年11月）、経済学研究院長（2002年 - 2005年）などを歴任した。副学長としては、国立大学法人制度への移行期における大学改革や、伊都キャンパスへの移転などを担当した。2005年3月、九州大学を定年退職し、名誉教授の称号を付与された。
2005年4月に北九州市立大学学長に就任すると、公立大学法人への体制移行に取り組み、いち早く法人化を実現した。2011年3月に学長の任期満了とともに退職し、北九州市立大学名誉教授の称号を受けた。
北九州市立大学学長職にあった2009年に公立大学協会会長となり（2011年まで）、
その後も、公立大学の制度改革の議論に積極的に関わっており、公立大学協会相談役として富山県立大学の独立法人化に関わる検討委員会に参加したり、大阪市立大学と大阪府立大学の統合に向けた有識者会議「新大学構想会議」の座長を務めており、九州の公立大学を一法人に統合する提案なども行なっている。

## 著書

### 単著
- 『戦後日本の石炭産業：その崩壊と資源の放棄』（新評論、1975年）
- 『石炭産業』（教育社、1977年）
- 『産業配置と地域構造』（大明堂、1982年）
- 『国土政策と地域政策：21世紀の国土政策を模索する』（大明堂、1996年）
- 『21世紀の国土構造と国土政策：21世紀の国土のグランド・デザイン・考』（大明堂、1999年）
- 『北九州市立大学改革物語―地域主権の時代をリードする』（九州大学出版会、2010年）

### 共著
- （天井勝海）『日本の地理』（小学館、1975年）
- （田辺裕）『世界：人とくらし』（小学館、1978年）

### 編著
- 『地域構造の理論』（ミネルヴァ書房、1990年）
- 『地域軸の理論と政策』（大明堂、1996年）
- 『地域構造論の軌跡と展望』（ミネルヴァ書房、2005年）

### 共編著
- （北村嘉行）『日本工業の地域構造』（大明堂、1977年）
- （北原貞輔）『地域経済システムの研究』（九州大学出版会、1986年）
- （徳永正二郎）『ソフト経済の研究』（九州大学出版会、1987年）
- （今村昭夫）『西南経済圏分析』（ミネルヴァ書房、1991年）
- （朴仁鎬）『国土構造の日韓比較研究』（九州大学出版会、1996年）
- （松原宏）『現代経済地理学：その潮流と地域構造論』（ミネルヴァ書房、2000年）
- （川波洋一・辻雅男・石田修）『グローバル経済下の地域構造』（九州大学出版会、2001年）

### 著作集
- 『矢田俊文著作集』(原書房、2014年 - ) 
  - 1巻『石炭産業論』
  - 2巻（上）『地域構造論』
  - 2巻（下）『地域構造論』
  - 3巻（上）『国土政策論』
  - 4巻（上）『公立大学論』
  - 4巻（下）『公立大学論』